# Franciszek Sudoł

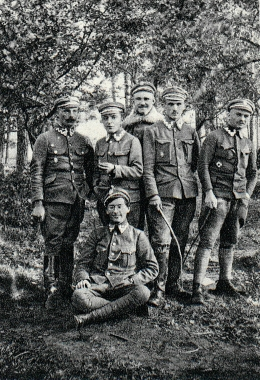
Grupa oficerów 2 pp Legionów Polskich w 1916 r. (Franciszek Sudoł stoi pierwszy od lewej).

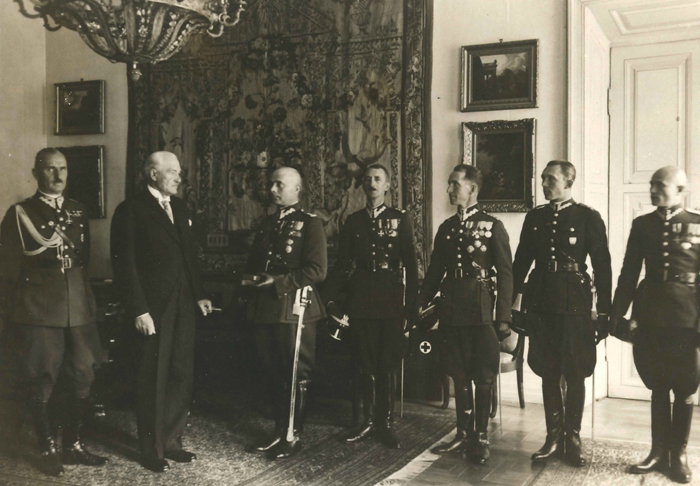
16 października 1934 - delegacja 14 pp wręcza Prezydentowi RP Ignacemu Mościckiemu odznakę pułkową. Od lewej stoją: płk Jan Głogowski, Ignacy Mościcki, ppłk Franciszek Sudoł, ppłk Hugo Mijakowski, kpt. Józef Rodzeń, ppor. Leonard Królak i st. sierż Stanisław Kopf.

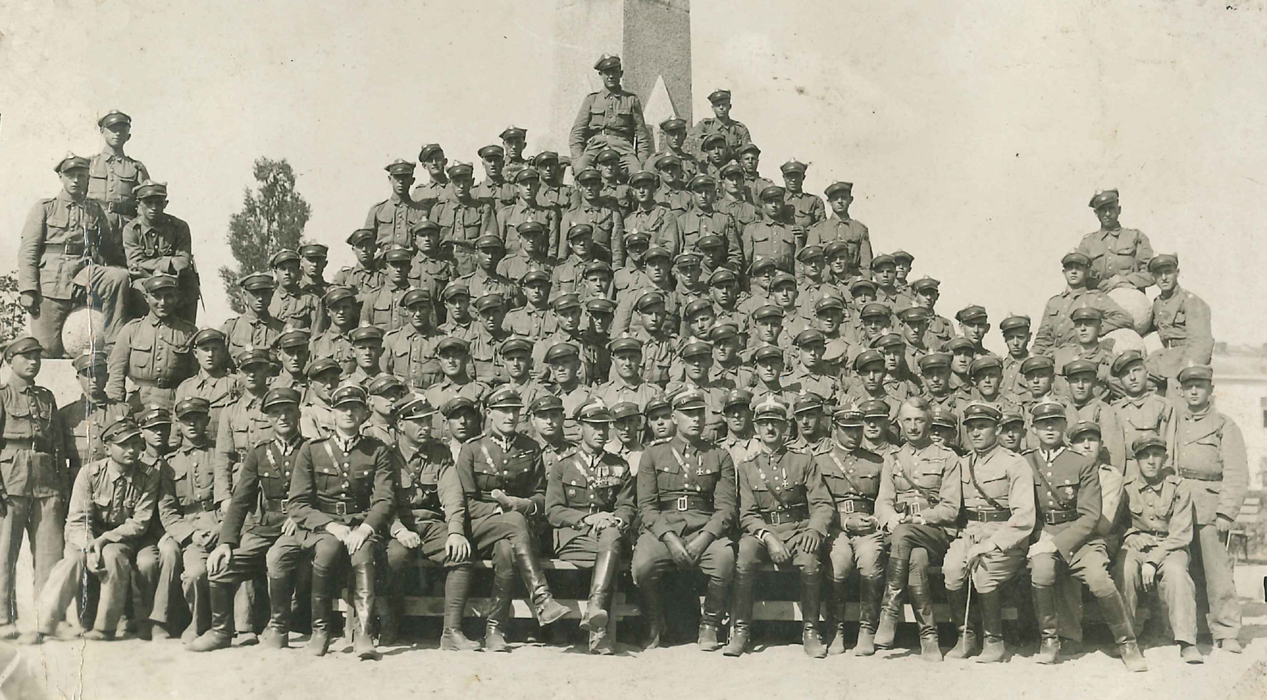
Rok 1934 - 3 kompania 14 pp, mistrzowska w strzelaniu w 4 Dywizji Piechoty. W I rzędzie siedzą od prawej: 2 – ppor. Stanisław Domagalski, 3 – mjr Stanisław Pietrzyk, 4 – kpt. Michał Naziembło, 5 – ppłk Hugo Mijakowski, 6 – ppłk Franciszek Sudoł, 7 – mjr Wilhelm Paszkiewicz, 8 – mjr Aleksander Fiszer.

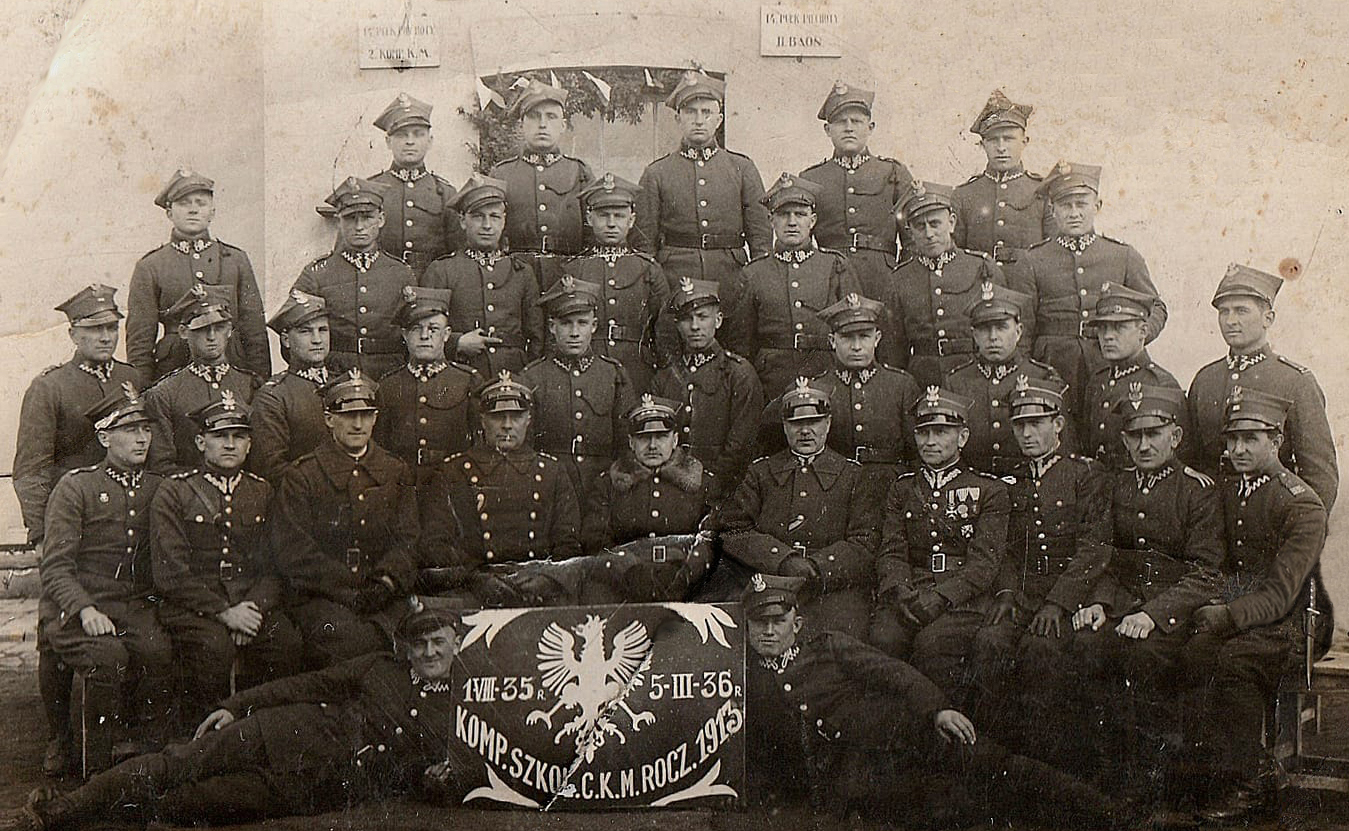
Kompania szkolna ckm 14 pp w dniu 5 marca 1936. Siedzą od prawej: 3 - ppor. Czesław Omielanowicz, 4 - por. Józef Minkina, 5 - ppłk Adam Werschner, 7 - ppłk Franciszek Sudoł, 8 - mjr Aleksander Fiszer, 9 - por. Stanisław Domagalski.

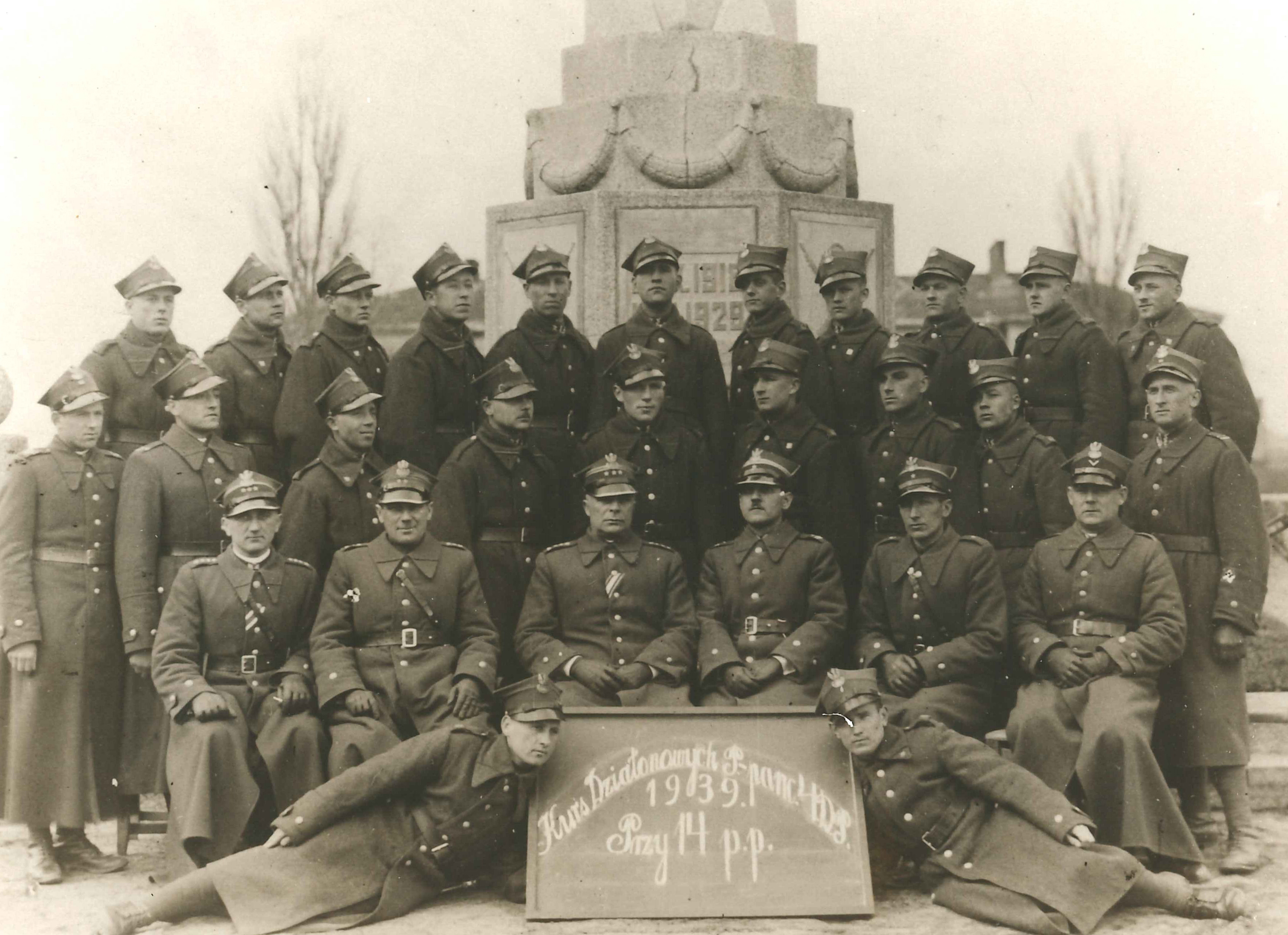
Kwiecień 1939 - kurs działonowych ppanc. 4 DP zorganizowany przy 14 pp. Siedzą od lewej: kpt. Józef Koziński, ppłk Władysław Dzióbek, płk Franciszek Sudoł, mjr Juliusz Ulatowski i ppor. Józef Gumiński.

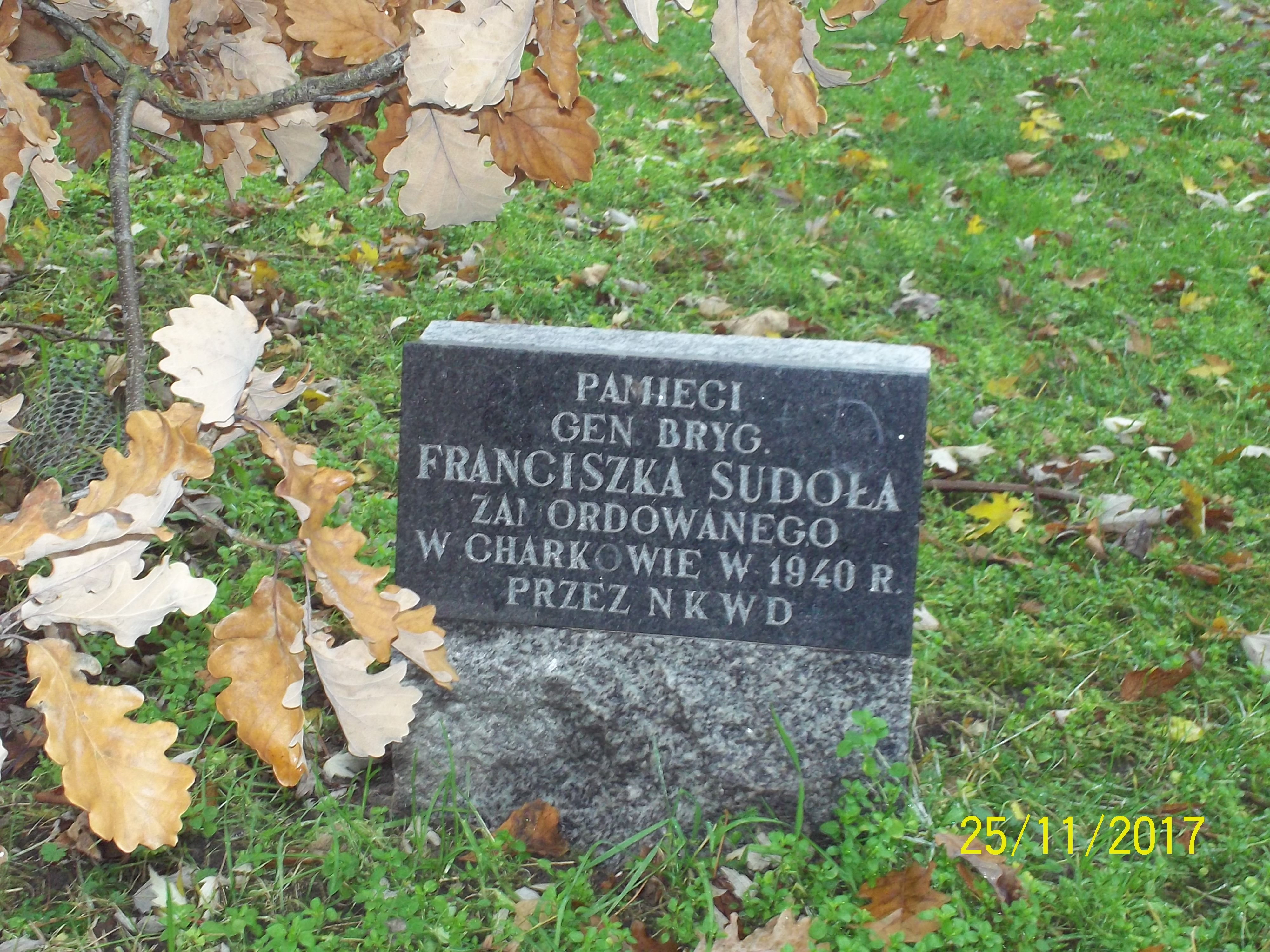
Upamiętnienie gen. Franciszka Sudoła przy poświęconym mu Katyńskim Dębie Pamięci (Włocławek – Park im. W. Łokietka).

Franciszek Marian Sudoł (ur. 4 października 1892 w Cieplicach, zm. wiosną 1940 w Charkowie) – pułkownik piechoty Wojska Polskiego, kawaler Orderu Virtuti Militari, ofiara zbrodni katyńskiej.

## Życiorys
Syn Sebastiana i Antoniny z domu Bieleń. Do szkoły powszechnej uczęszczał w Rudce (gmina Sieniawa). W Jarosławiu ukończył gimnazjum i zdał maturę (w 1914 roku). Już w trakcie nauki zaangażował się w działalność niepodległościową – w swoim gimnazjum (od 1908 r.) kierował Tajną Polską Szkołą Państwową, od roku 1909 należał do Organizacji Młodzieży Niepodległościowej „Zarzewie”, w latach 1910-1914 działał we Lwowie w tajnej organizacji pracującej z ramienia Polskich Drużyn Strzeleckich. Należał również do tajnego skautingu. W sierpniu 1914 roku wraz z grupą jarosławskich ochotników wstąpił do Legionów Polskich . Służył w szeregach 9, 10, 15 i 8 kompanii 2 pułku piechoty, z którym to pułkiem odbył całą kampanię wojenną. Awansowany został kolejno do stopni: kaprala (30 października 1914 r.), plutonowego (24 grudnia 1914 r.) i sierżanta (16 marca 1915 r.). Do 15 kompanii IV batalionu 2 pułku piechoty został przydzielony już w stopniu plutonowego i w jej szeregach walczył na froncie w Karpatach Wschodnich. Z kolei w 8 kompanii II batalionu tegoż pułku służył od 28 lutego 1915 roku .
Podczas walk wykazywał się wielką odwagą – „12 lutego 1915 r., wysłany na patrol z 10 ludźmi w góry pod Pasieczną, napotkał silny oddział rosyjski, który zmusił do poddania się; 9 czerwca 1915 r. na patrolu z 6 ludźmi pod Śniatyniem ostrzelał baon Moskali, a w międzyczasie ściągnięto kompanię rezerwową i Moskale zostali pokonani; 16 czerwca 1915 r. pod Rarańczą na patrolu z 5 ludźmi napotkał ukrytą kompanię nieprzyjaciela. Nie tracąc zimnej krwi ruszył na nich, i zastraszeni Moskale poddali się”. Za męstwo wykazane w tych walkach został w późniejszym okresie odznaczony Krzyżem Srebrnym Orderu Virtuti Militari nr 6980.
Z dniem 7 września 1915 awansował do stopnia chorążego, a z dniem 1 lipca 1916 r. mianowany został podporucznikiem. Od dnia 21 sierpnia 1917 roku uczestniczył w 2 Kursie Wyszkolenia Piechoty Polskiej Siły Zbrojnej, a po jego zakończeniu został przydzielony do 1 pułku piechoty PSZ (późniejszego 7 pp Leg.) . Awansowany do rangi kapitana został ze starszeństwem z dniem 12 października 1918 roku. W listopadzie 1918 roku uczestniczył w rozbrajaniu okupantów. Od stycznia 1919 r. służył w odrodzonym Wojsku Polskim – w 3 pułku piechoty Legionów, 8 pułku piechoty Legionów i 9 pułku piechoty Legionów. Dowodząc grupą taktyczną, złożoną z III batalionu 9 pp Leg. oraz 2 baterii 12 pułku artylerii polowej, walczył z wojskami ukraińskimi pod Brzeżanami (16–21 czerwca 1919 r.). Rozkazem z 5 września 1919 r. został zatwierdzony jako dowódca I batalionu 9 pp Leg . Przez dwa miesiące pełnił obowiązki dowódcy 9 pułku piechoty Legionów (od 16 lutego do 19 kwietnia 1920 roku). Został ranny na froncie podczas wojny polsko-sowieckiej - w dniu 18 maja 1920 r. w trakcie bitwy pod Lipskiem nad Berezyną. Na mocy dekretu Naczelnego Wodza Wojska Polskiego z dnia 15 lipca 1920 r. został zatwierdzony, jako oficer 9 pp Leg., z dniem 1 kwietnia 1920 roku w stopniu majora w piechocie. Od sierpnia 1920 roku dowodził batalionem zapasowym 9 pp Leg.
Na dzień 1 czerwca 1921 r., pozostając w randze majora, nadal pełnił służbę w 9 pp Legionów. Dekretem Naczelnika Państwa i Wodza Naczelnego z dnia 3 maja 1922 r. (dekret L. 19400/O.V.) został zweryfikowany w tymże stopniu (majora) ze starszeństwem z dniem 1 czerwca 1919 roku i 411. lokatą w korpusie oficerów piechoty. Zarówno wówczas, jak i przez pięć następnych lat, pozostawał oficerem 9 pułku piechoty Leg., w którym zajmował stanowisko dowódcy III batalionu. W roku 1923 zajmował 388. lokatę na liście starszeństwa majorów piechoty, a w rok później była to już 187. lokata. W tym czasie odznaczony był już czterokrotnie Krzyżem Walecznych. W okresie od 1 maja do 2 sierpnia 1924 r. przebywał na kursie dla dowódców pułków w Grupie.
Zarządzeniem Ministra Spraw Wojskowych ogłoszonym w dniu 23 maja 1927 r. mjr Franciszek Sudoł został przeniesiony z 9 pp Leg. do 3 pp Leg. na stanowisko kwatermistrza. Zarządzeniem Prezydenta Rzeczypospolitej Ignacego Mościckiego z 23 stycznia 1928 r. został awansowany do stopnia podpułkownika z 15. lokatą w korpusie oficerów piechoty i starszeństwem z dniem 1 stycznia 1928 roku. W dniu 26 kwietnia 1928 r. ogłoszono jego przeniesienie do 14 pułku piechoty stacjonującego we Włocławku, na stanowisko zastępcy dowódcy pułku. W roku 1928 zajmował 14. lokatę wśród podpułkowników piechoty w swoim starszeństwie. Jako zastępca dowódcy 14 pułku piechoty opiniowany był w dniu 30 czerwca 1928 r. przez gen. dyw. Władysława Junga, który napisał o ppłk. Sudole: „W pułku nie dał się jeszcze poznać, lecz znany mi jest z D.O.K. II jako miękki dowódca detaszowanego baonu 9 pp leg., który bardzo często zapadał na zdrowiu”.
W 1929 roku uzyskał zezwolenie na przyjęcie i noszenie łotewskiego „Medalu Pamiątkowego 1918 – 1928”. W roku 1930, jako zastępca dowódcy 14 pp, zajmował 142. lokatę łączną na liście starszeństwa podpułkowników piechoty (była to jednocześnie 12. lokata w swoim starszeństwie). W październiku 1931 r. ukończył 2-miesięczny V kurs unifikacyjny (na dowódców pułków) w rembertowskim Centrum Wyszkolenia Piechoty. W 1932 r. zajmował już 11. lokatę na liście podpułkowników piechoty ze swego starszeństwa. Z dniem 20 czerwca 1933 roku został wyznaczony przez Ministra Spraw Wojskowych na stanowisko dowódcy 14 pułku piechoty. Z racji zajmowanego stanowiska pełnił jednocześnie funkcję komendanta garnizonu Włocławek. Na dzień 1 lipca 1933 r. zajmował 11. lokatę w swoim starszeństwie (była to zarazem 67. lokata łączna wśród podpułkowników piechoty), a w dniu 5 czerwca 1935 roku była to już 7. lokata w starszeństwie (a równocześnie 44. lokata łączna pośród podpułkowników korpusu piechoty).
Ppłk Franciszek Sudoł był cenionym dowódcą, wyróżnianym nagrodami przełożonych. Dowodzony przez niego 14 pułk piechoty osiągnął wysoki poziom wyszkolenia, co potwierdzane było wynikami szkoleń oraz licznymi nagrodami przełożonych. Udzielał się także społecznie we Włocławku, w takich organizacjach jak: Polski Czerwony Krzyż, Liga Obrony Powietrznej i Przeciwgazowej, Liga Morska i Rzeczna, Przysposobienie Wojskowe oraz w harcerstwie. W październiku 1934 r. na czele delegacji wojskowej wręczał odznakę pamiątkową 14 pułku piechoty Prezydentowi RP – Ignacemu Mościckiemu. Był inicjatorem akcji zbierania pieniędzy dla strajkujących włocławskich robotników. Na stopień pułkownika awansowany został ze starszeństwem z dniem 19 marca 1938 roku i 2. lokatą w korpusie oficerów piechoty. W październiku 1938 roku wziął udział w operacji zaolziańskiej – jako dowódca zbiorczego pułku wystawionego przez 4 Dywizję Piechoty. W dniu 15 listopada 1938 roku ówczesny generał do prac przy Generalnym Inspektorze Sił Zbrojnych, generał brygady Władysław Bortnowski, opiniował go: „oficer doświadczony o średniej inteligencji i przeciętnych talentach. Jako dowódca pułku w polu bardzo dobry. Na wyższe stanowisko się nie nadaje”. Na dzień 23 marca 1939 roku, jako dowódca 14 pułku piechoty, zajmował 1. lokatę wśród pułkowników piechoty ze swego starszeństwa.
W maju 1939 został dowódcą Kaliskiej Brygady Obrony Narodowej. W chwili wybuchu II wojny światowej wraz z dowództwem brygady oraz batalionem ON „Ostrzeszów” i batalionem ON „Kępno” przeszedł pod komendę dowódcy 10 Dywizji Piechoty, walczącej w składzie Armii „Łódź”. Dywizja ta w toku prowadzonych walk wycofywała się na linię obrony na Warcie, a następnie rozpoczęła odwrót w kierunku Warszawy, podczas którego jej oddziały uległy rozproszeniu.

Po agresji ZSRR na Polskę w nieustalonych okolicznościach trafił do niewoli sowieckiej. Według części źródeł przedostał się z resztkami swoich oddziałów na Lubelszczyznę – z grupą około 30 oficerów pojawił się w Majdanie Sieniawskim. Po przenocowaniu grupa ta podjęła marsz w kierunku Lubaczowa. Tam zapewne została ogarnięta przez Armię Czerwoną. Był więźniem obozu w Starobielsku. Wiosną 1940 roku został zamordowany w Charkowie przez funkcjonariuszy NKWD i pogrzebany potajemnie w bezimiennej mogile zbiorowej w Piatichatkach, gdzie od 17 czerwca 2000 roku mieści się oficjalnie Cmentarz Ofiar Totalitaryzmu w Charkowie. Figuruje na Liście Starobielskiej NKWD pod poz. 3087.
Postanowieniem nr 112-48-07 Prezydenta Rzeczypospolitej Polskiej Lecha Kaczyńskiego z 5 października 2007 został awansowany pośmiertnie do stopnia generała brygady. Awans został ogłoszony 9 listopada 2007 roku w Warszawie, w trakcie uroczystości „Katyń Pamiętamy – Uczcijmy Pamięć Bohaterów”.
Franciszek Sudoł nie założył rodziny.

## Awanse
- chorąży (7.9.1915 r.)
- podporucznik (1.7.1916 r.)
- kapitan (12.10.1918 r.)
- major (1.4.1920 r. – zatwierdzony w tym stopniu[6], w dniu 3.5.1922 r. został zweryfikowany w tym stopniu ze starszeństwem z dniem 1.6.1919 r.)
- podpułkownik (1.1.1928 r.)
- pułkownik (19.3.1938 r.)
- generał brygady (5.10.2007 r. – pośmiertnie)

## Ordery i Odznaczenia
- Krzyż Srebrny Orderu Wojskowego Virtuti Militari nr 6980[37]
- Krzyż Niepodległości (12 maja 1931)[38]
- Krzyż Walecznych (czterokrotnie)[2]
- Złoty Krzyż Zasługi (10 listopada 1928)[39][2]
- Medal Pamiątkowy za Wojnę 1918–1921[40]
- Medal Dziesięciolecia Odzyskanej Niepodległości[40]
- Medal Pamiątkowy 1918–1928 (Łotwa)[19]

## Upamiętnienie
Katyński Dąb Pamięci poświęcony generałowi brygady Franciszkowi Sudołowi zasadzony został we wrześniu 2009 roku (przez uczniów i nauczycieli ze Szkoły Podstawowej Nr 14 we Włocławku), na terenie włocławskiego Parku im. Władysława Łokietka.